# Daredevil (film)
Pour les articles homonymes, voir Daredevil (homonymie).
Série Daredevil
Elektra
(2005)
Pour plus de détails, voir Fiche technique et Distribution.
Daredevil est un film de super-héros américano-suisse réalisé par Mark Steven Johnson et sorti en 2003. Il s'agit d'une adaptation cinématographique du personnage de Marvel Comics Daredevil, créé par Stan Lee et Bill Everett.
Malgré des critiques globalement mitigées, le film réalisé de bonnes performances au box-office. Il est suivi deux ans plus tard par Elektra, long métrage dérivé centré sur le personnage d'Elektra Natchios. 

## Synopsis
Matt Murdock est un petit garçon solitaire, timide et faible, souvent malmené par les petits délinquants de son quartier de Hell's Kitchen à Manhattan. Un jour, il surprend son père en train de racketter et s'enfuit. Peu de temps après, il perd la vue à la suite d'une exposition à des déchets radioactifs. Toutefois, à son réveil, tous ses autres sens sont exacerbés et il en découvre un sixième : un sens radar semblable à celui des chauve-souris qui lui permet de voir sans ses yeux. Et alors qu'il s'est réconcilié avec son père, qui a fait amende honorable et a repris sa carrière de boxeur, il assiste à l'assassinat de celui-ci, battu à mort par plusieurs individus dont l'un d'eux dépose une rose rouge sur son corps. Le jeune Matt promet alors de lutter pour la justice.
Dès lors, Matt Murdock devient avocat le jour et, la nuit, il combat le crime sous le nom de Daredevil, le justicier aveugle, surnommé « le démon de Hell's Kitchen ». Il exerce sa propre justice dans le quartier de Hell's Kitchen, allant jusqu'à tuer ceux qui ont été acquittés à tort. Il se lie d'amitié avec un religieux, seul au courant de son secret, et à qui il confie souvent les péchés que son sens de la justice lui fait commettre.
Un jour, alors qu'il déjeune avec Franklin « Foggy » Nelson, son ami de toujours, Murdock rencontre une jeune femme. Il la suit et va jusqu'à se mesurer à elle, dans une confrontation d'abord un peu agressive puis complice, dans le but de savoir son nom : Elektra Natchios. Plus tard, dans la rue, il se retourne et se retrouve nez à nez avec Elektra. Il l'invite à son appartement. Il attend qu'il pleuve pour voir enfin le visage de la jeune femme ; c'est le coup de foudre.
Dans le même temps, le Tireur, un bandit réputé pour ne jamais rater sa cible, fait son apparition. Lors d'une soirée, Murdock est invité à un hôtel récemment acheté par Nikolas Natchios, le père d'Elektra, et associé du Caïd. Il y rencontre de nouveau sa nouvelle compagne qui doit précipitamment partir avec son père. Sous le costume de Daredevil, il suit sa voiture pour s'assurer qu'elle ne va au devant d'aucun danger. C'est sans compter sur le Tireur qui tue les deux chauffeurs de la limousine. Daredevil essaye de sauver Nikolas mais Bullseye arrive à l'atteindre avec l'arme du démon de Hell's Kitchen.
Elektra est dès lors persuadée que c'est le héros qui a exécuté son père. Résolue à le venger, elle poursuit le justicier. Après l'avoir retrouvé sur les toits de la ville, elle se confronte à lui et le poignarde malgré le fait que le héros retient ses coups. Avant de le tuer, elle enlève son masque, mais découvre le visage de l'homme qu'elle aime. Elektra se retrouve alors face au véritable assassin de son père, le Tireur, entretemps arrivé sur les lieux. Daredevil essaye de la retenir, de peur qu'il ne l'élimine, mais échoue lamentablement. Il la blesse mortellement et elle meurt peu après. Le rescapé s'esquive tandis que la police arrive sur les toits. Il trouve refuge dans l'église de New York, auprès du père Everett. le Tireur qui l'a suivi, est déterminé à en finir avec le héros masqué. Daredevil parvient, malgré ses blessures, à le vaincre. Ce dernier lui révèle indirectement que le Caïd est responsable de la mort de son père. Après avoir livré le criminel aux autorités, il se rend dans le building de la Fisk Corp. Lors du combat, Wilson Fisk prend l'avantage ; il est d'une force physique extraordinaire et un Daredevil quasiment mort est démasqué.
Ce dernier parvient toutefois à en venir à bout, en déclenchant le système d'arrosage de la salle. Grâce à son sens radar, il distingue ainsi bien mieux les mouvements du Caïd, à qui il brise les jambes, mais décide de l'épargner, ayant compris que le tuer n'était pas la bonne manière de servir la justice.
En guise d'épilogue, Ben Urich, qui a entretemps découvert l'identité de Daredevil, décide de ne rien divulguer.
Scène post-générique
Envoyé à l'hôpital, Bullseye tue une mouche avec une seringue qu'il lance sur un mur.

## Fiche technique
Sauf indication contraire, les informations mentionnées dans cette section peuvent être confirmées par les bases de données cinématographiques IMDb et Allociné,  présentes dans la section « Liens externes ».
- Titre original, français et québécois : Daredevil
- Réalisation : Mark Steven Johnson
- Scénario : Mark Steven Johnson, avec la participation non créditée de Brian Helgeland[réf. nécessaire], d'après le comics Daredevil créé par Stan Lee, Bill Everett et Frank Miller
- Musique : Graeme Revell
- Direction artistique : Justin Scoppa Jr. et James E. Tocci
- Décors : Barry Chusid
- Costumes : James Acheson
- Photographie : Ericson Core
- Son : Doug Hemphill, Steve Boeddeker (en), Derek Casari, Paul Massey (en), Tim McColm
- Montage : Armen Minasian (de) et Dennis Virkler (en)
- Production : Avi Arad, Arnon Milchan et Gary Foster (nl)
  - Production exécutive (New York non crédité) : Bill Carraro et Bruce Devan
  - Production déléguée : Stan Lee et Bernard Williams (en)
  - Production associée : Kathleen M. Courtney et Kim H. Winther
  - Coproduction : Becki Cross Trujillo et Kevin Feige
- Sociétés de production[1] : Marvel Enterprises, New Regency Productions, Horseshoe Bay Productions, Epsilon Motion Pictures et Twentieth Century Fox
- Sociétés de distribution : Twentieth Century Fox (États-Unis et Canada), Buena Vista International (Suisse),  UGC Fox Distribution (France)
- Budget : 78 millions de $[2]
- Pays de production :  États-Unis,  Suisse
- Langues originales : anglais, grec, italien
- Format[3] : couleur (DeLuxe) - 35 mm / D-Cinema - 2,35:1 (Cinémascope) - son DTS | Dolby Digital
- Genre : fantastique, action, policier, super-héros
- Durée : 99 minutes, 133 minutes (version longue director's cut)
- Dates de sortie[4] :
  - États-Unis : 9 février 2003 (première mondiale à Los Angeles)[5] ; 14 février 2003 (sortie nationale)
  - Québec : 14 février 2003[6]
  - Belgique : 15 mars 2003 (Festival international du film fantastique de Bruxelles) ; 19 mars 2003 (sortie nationale)[7]
  - France, Suisse romande : 19 mars 2003[8]
- Classification[9] :
  - États-Unis : accord parental recommandé, film déconseillé aux moins de 13 ans (PG-13 - Parents Strongly Cautioned)[Note 1]
  - États-Unis : interdit aux moins de 17 ans (R – Restricted) (version director's cut)
  - Suisse : interdit aux moins de 14 ans[10]
  - France : interdit aux moins de 12 ans[11],[12]
  - Belgique : tous publics (Alle Leeftijden)[7]
  - Québec : 13 ans et plus (13+ / 13 years and over)[6]

## Distribution
- Ben Affleck (VF : Jean-Pierre Michaël) : Matt Murdock / Daredevil
- Jennifer Garner (VF : Laura Blanc) : Elektra Natchios
- Michael Clarke Duncan (VF : Saïd Amadis) : Wilson Fisk / le Caïd (Kingpin en VO)
- Colin Farrell (VF : Boris Rehlinger) :  le Tireur (Bullseye en VO)
- Jon Favreau (VF : Philippe Vincent) : Franklin Nelson
- Joe Pantoliano (VF : Yves Beneyton) : Ben Urich
- Ellen Pompeo (VF : Léa Gabriele) : Karen Page
- Scott Terra : Matt, enfant
- David Keith (VF : Marc Alfos) : Jack Murdock
- Leland Orser (VF : Jean-Loup Horwitz) : Wesley Owen Welch
- Lennie Loftin (VF : Jérôme Keen) : le lieutenant Nick Manolis
- Erick Avari (VF : Jean-Claude Sachot) : Nikolas Natchios
- Derrick O'Connor (VF : Féodor Atkine) : le père Everett
- Paul Ben-Victor (VF : Michel Vigné) : Jose Quesada
- John Rothman (VF : Sylvain Lemarié) : l'avocat de Quesada
- Louis Bernstein (VF : Michel Ruhl) : le juge
- Frankie J. Allison : le père abusif
- Kevin Smith (VF : Sylvain Lemarié) : Jack Kirby (caméo)
- Stan Lee : le lecteur inconscient (caméo)
- Frank Miller : le motard au stylo planté (caméo)
- Coolio : Dante Jackson (uniquement dans la version director's cut)
- Jude Ciccolella : l'inspecteur Robert McKenzie (uniquement dans la version director's cut)
Version française
  - Studio de doublage : Dubbing Brothers[13]

## Production

### Genèse et développement
Premier film cinéma dédié au personnage, Daredevil faisait néanmoins déjà une apparition dans le téléfilm Le Procès de l'incroyable Hulk diffusé en 1989 à la télévision.
Grâce au succès de Spider-Man (2002), autre film de super-héros, la Fox a décidé d'augmenter le budget de production, qui est passé de 50 à 80 millions de dollars.

### Attribution des rôles
Avant d'être pressenti pour incarner Bullseye, Vin Diesel l'était pour interpréter Daredevil, tout comme Matt Damon, Edward Norton et Guy Pearce. Avant d'endosser le rôle principal, Ben Affleck avait lui aussi été envisagé pour Bullseye.
Eliza Dushku était envisagée pour le rôle d'Elektra. Il revient finalement à Jennifer Garner, qui avait croisé Ben Affleck dans Pearl Harbor (2001). À la suite du tournage de Daredevil, ils se sont mis en couple et auront trois enfants, avant leur divorce en 2015.
Dans la bande dessinée, le Caïd est blanc, alors qu'il est incarné par Michael Clarke Duncan, un Afro-Américain, dans le film. La production a fait ce choix après avoir fait des tests filmés non concluant avec des catcheurs blancs.
Le film comprend plusieurs caméos. Stan Lee, cocréateur du personnage et de nombreux autres, incarne le vieil homme qui risque de se faire écraser et qui est sauvé par Matt Murdock. Frank Miller (dessinateur de Daredevil et créateur d'Elektra et Sin City) est l'homme avec un stylo planté dans la tête qui tombe par terre car Bullseye l'a tué au guidon de sa moto. Le réalisateur Kevin Smith, ami de Ben Affleck et scénariste de plusieurs comics, apparaît en tant que membre d'un laboratoire de la police scientifique.

### Tournage
Le tournage a lieu du 1er mars au 6 août 2002 à Burbank, Downey, Los Angeles, New York et Santa Clarita,.

## Musique

### Daredevil: The Album
Daredevil: The Album est la bande originale du film commercialisée par le label Wind-up Records. Il contient des chansons d'artistes de metal, dont certaines apparaissent dans le film. Cependant, l'album n'inclue pas certains chansons présentes dans le film : Lapdance de N.E.R.D, Faraway de Dara Shindler et Top o' the Morning to Ya de House of Pain.
| Liste des titres | Liste des titres                      | Liste des titres                | Liste des titres | Liste des titres | Liste des titres | Liste des titres | Liste des titres | Liste des titres | Liste des titres |
| No               | Titre                                 | Interprètes                     | Durée            |                  |                  |                  |                  |                  |                  |
| ---------------- | ------------------------------------- | ------------------------------- | ---------------- | ---------------- | ---------------- | ---------------- | ---------------- | ---------------- | ---------------- |
| 1.               | Won't Back Down                       | Fuel                            | 3:22             |                  |                  |                  |                  |                  |                  |
| 2.               | For You                               | The Calling                     | 3:42             |                  |                  |                  |                  |                  |                  |
| 3.               | Bleed For Me                          | Saliva                          | 3:59             |                  |                  |                  |                  |                  |                  |
| 4.               | Hang On                               | Seether                         | 3:10             |                  |                  |                  |                  |                  |                  |
| 5.               | Learn the Hard Way                    | Nickelback                      | 2:54             |                  |                  |                  |                  |                  |                  |
| 6.               | The Man Without Fear                  | Drowning Pool feat. Rob Zombie  | 3:20             |                  |                  |                  |                  |                  |                  |
| 7.               | Right Now                             | Nappy Roots feat. Marcos Curiel | 4:33             |                  |                  |                  |                  |                  |                  |
| 8.               | Evening Rain                          | Moby                            | 3:53             |                  |                  |                  |                  |                  |                  |
| 9.               | Bring Me to Life                      | Evanescence feat. Paul McCoy    | 3:56             |                  |                  |                  |                  |                  |                  |
| 10.              | Until You're Reformed                 | Chevelle                        | 4:00             |                  |                  |                  |                  |                  |                  |
| 11.              | Right Before Your Eyes                | Hoobastank                      | 3:31             |                  |                  |                  |                  |                  |                  |
| 12.              | Fade Out/In                           | Paloalto                        | 3:37             |                  |                  |                  |                  |                  |                  |
| 13.              | Caught in the Rain                    | Revis                           | 3:31             |                  |                  |                  |                  |                  |                  |
| 14.              | High Wire Escape Artist               | Boysetsfire                     | 3:47             |                  |                  |                  |                  |                  |                  |
| 15.              | Raise Your Rifles                     | Autopilot Off                   | 2:37             |                  |                  |                  |                  |                  |                  |
| 16.              | Daredevil Theme (Blind Justice Remix) | Graeme Revell & Mike Einziger   | 3:32             |                  |                  |                  |                  |                  |                  |
| 17.              | My Immortal                           | Evanescence                     | 4:23             |                  |                  |                  |                  |                  |                  |
| 18.              | Sad Exchange                          | Finger Eleven                   | 3:32             |                  |                  |                  |                  |                  |                  |
| 19.              | Simple Lies                           | Endo                            | 4:07             |                  |                  |                  |                  |                  |                  |
| 20.              | Let Go                                | 12 Stones                       | 4:29             |                  |                  |                  |                  |                  |                  |
| 74:07            |                                       |                                 |                  |                  |                  |                  |                  |                  |                  |

| 1. | Won't Back Down | Fuel          | 3:22 |
| 2. | For You         | The Calling   | 3:42 |
| 3. | Hang On         | Seether       | 3:10 |
| 4. | Sad Exchange    | Finger Eleven | 3:32 |
| 5. | Let Go          | 12 Stones     | 4:29 |

### Original Motion Picture Score
La musique originale du film est composée par Graeme Revell.
| 1.  | Daredevil Theme        | 4:39 |
| 2.  | Young Matt's Father    | 1:57 |
| 3.  | Hell's Kitchen         | 2:12 |
| 4.  | Matt Becomes Daredevil | 1:38 |
| 5.  | The Kingpin            | 3:51 |
| 6.  | The Darkest Hour       | 2:44 |
| 7.  | Bullseye               | 2:44 |
| 8.  | Elektra                | 4:15 |
| 9.  | Mistaken Identity      | 2:50 |
| 10. | Nachio's Assassination | 1:11 |
| 11. | Elektra Vs. Bullseye   | 2:56 |
| 12. | Blind Justice          | 2:09 |
| 13. | Church Battle          | 2:22 |
| 14. | Falling Rose           | 1:11 |
| 15. | The Necklace           | 3:19 |

## Accueil

### Accueil critique
Dans l'ensemble, le film reçoit un accueil mitigé. Sur le site d'Internet Movie Database le film reçoit la note de 5,3/10. Sur le site Metacritic, le film obtient un « Metascore » de 42/100 basé sur 35 avis. L'agrégateur américain Rotten Tomatoes lui donne quant à lui un taux d'approbation de 44 % pour 221 votes.
En France, les critiques sont aussi négatives. Sur le site Allociné, la presse lui donne une moyenne de 2,8/5 basée sur 20 critiques presse.

### Box-office
| Pays ou région | Box-office    | Date d'arrêt du box-office | Nombre de semaines |
| -------------- | ------------- | -------------------------- | ------------------ |
| France         | 7 763 102 $   | 15 mai 2003                | 8                  |
| États-Unis     | 102 543 518 $ | 17 juillet 2003            | 22                 |
| Mondial        | 179 179 718 $ | 17 juillet 2003            | 22                 |

## Distinctions
Entre 2003 et 2010, le film Daredevil a été sélectionné 22 fois dans diverses catégories et a remporté 5 récompenses.

### Récompenses
2003
- Le mauvais film de Stinkers (The Stinkers Bad Movie Awards) : Prix Stinker du pire acteur pour Ben Affleck.
- MTV - Prix du film et de la télévision : Prix MTV du film de la meilleure révélation féminine de l'année pour Jennifer Garner.
- Prix BMI du cinéma et de la télévision : Prix BMI de la meilleure musique de film pour Graeme Revell.
- Prix du jeune public : Prix du jeune public du meilleur méchant pour Colin Farrell.

2004
- Prix Razzie : Prix Razzie du pire acteur pour Ben Affleck.

### Nominations
2003
- Bande-annonce d'or : Meilleure bande-annonce d'un film d’action pour Aspect Ratio.
- MTV - Prix du film et de la télévision :
  - Meilleur méchant pour Colin Farrell,
  - Meilleur baiser pour Ben Affleck et Jennifer Garner.
- Prix du jeune public :
  - Meilleur film dramatique / action aventure,
  - Meilleur acteur dans un film dramatique / action aventure pour Ben Affleck,
  - Meilleur acteur dans un film dramatique / action aventure pour Colin Farrell,
  - Meilleure actrice dans un film dramatique / action aventure pour Jennifer Garner,
  - Meilleure révélation masculine de l'année pour Colin Farrell,
  - Meilleure révélation féminine de l'année pour Jennifer Garner,
  - Meilleure alchimie pour Jennifer Garner et Ben Affleck,
  - Meilleure scène de combat ou d’action.
- Prix Schmoes d'or : Film le plus sous-estimé de l'année.

2004
- Guilde des maquilleurs et coiffeurs hollywoodiens (Hollywood Makeup Artist and Hair Stylist Guild Awards) :
  - Meilleurs maquillages contemporains pour Deborah La Mia Denaver, John E. Jackson et Cinzia Zanetti.
- MTV - Prix du film (Mexico) (MTV Movie Awards (Mexico)) :
  - Héros le plus sexy pour Ben Affleck,
  - Meilleur Colin Farrell dans un film.
- Prix du cinéma chinois Huabiao : Meilleur film étranger traduit.

2010
- Prix Razzie : Pire acteur de la décennie pour Ben Affleck.

## Versiondirector's cut
Une année après la sortie du film, une Director's cut (version longue) classée R-Restricted est commercialisée. Cette version ajoute plus de 30 minutes de scènes supprimées du montage final. Le rappeur américain Coolio et l'acteur Jude Ciccolella, coupés au montage de la version cinéma, apparaissent dans les nouvelles scènes respectivement sous les rôles de Dante Jackson et l'inspecteur de police McKenzie,.
En 2005, le réalisateur Mark Steven Johnson est interrogé sur sa version director's cut : « j'aime beaucoup cette version, qui est une version nettement plus complète. Je suis convaincu que cette version Director's Cut donne un bien meilleur film ». Cette version director's cut n'est jamais diffusée sur des médias télévisuels pour des problèmes de droits de diffusion avec Marvel Studios[réf. nécessaire].
Kevin Feige, l'un des coproducteurs, déclare à Comics Continuum : « Je pense que ceux qui avaient d'autres opinions seront conquis par cette nouvelle version. Plus que de nombreux réalisateurs que vous verrez, c'est vraiment une expérience différente. Non seulement il y a d'autres intrigues secondaires et autres choses, mais il y a des tournants dans son personnage, des tournants plus sombres et des tournants plus intéressants qu'il prend dans cette version,. »
La version originale d'une durée plus conséquente de 2 H 12 est mieux notée par la presse, notamment par le média Ecran Large : « Les enjeux du film se retrouvent donc sensiblement modifiés par ce director’s cut. Plus axé sur la vengeance et sur l’action dans son premier montage, le film se voit à présent comme le portrait d’un homme rongé par la culpabilité (la thématique la plus passionnante du personnage, due à Miller) et se cherchant une rédemption salvatrice. Toute cette âpreté qui manquait à la précédente version est donc de mise ici et permet d’orienter Daredevil vers ce qu’il se devait d’être : une relecture adulte et sombre, et non l’ersatz de Spider-man que voulait en faire le studio. »
Allociné s'exprime sur cette nouvelle version : « À partir de la partie centrale du film, le montage des séquences est différent; il fluidifie la narration, et semble plus logique. Avec de nombreuses scènes inédites, des personnages plus étoffés et fouillés, plus de violence, d'action, d'humour ou au contraire de moments plus sombres, cette version Director's Cut de Daredevil est incontestablement supérieure à celle qui fut exploitée en salle. »
Les différences sont les suivantes,, :
- les dialogues entre le jeune Matthew Murdock et son père à leur domicile ainsi qu'à l'hôpital sont plus longs ;
- la confrontation entre le jeune Murdock et les petites frappes dans la ruelle est plus longue ;
- une scène dévoilant Battlin' Jack Murdock et son fils se préparant pour le match de boxe final ;
- le combat de boxe entre John Romita et Jack Murdock est plus long ;
- des plans supplémentaires autour de l'assassinat du père de Matthew Murdock par les hommes de Fallon ;
- des plans supplémentaires de Matt Murdock qui se réveille ;
- des dialogues supplémentaires entre Matthew Murdock et son associé Foggy Nelson sur le viol d'Angela Sutton ;
- des dialogues supplémentaires entre les délinquants du Josie's bar ;
- les interactions entre le démon de Hell's Kitchen et les voyous sont plus violentes ;
- une scène inédite où Matthew Murdock assiste à distance au meurtre de Liza Tasio ;
- une séquence flashback où l'on voit le jeune Matthew Murdock en compagnie d'une sœur ;
- la rencontre entre Matthew Murdock et Elektra Natchios est rallongée ;
- scène d'introduction différente de Wilson Fisk où il tue deux de ses gardes du corps en leur brisant la nuque[39] ;
- dialogues supplémentaires entre Matthew Murdock et Foggy Nelson au sujet d'Elektra Natchios et de leurs honoraires ;
- l'interpellation de Dante Jackson, un potentiel suspect, aux alentours de la scène de crime ;
- l'introduction de Bullseye arrivant à l'aéroport et passant au détecteur de métaux ;
- une scène où Matthew Murdock et Foggy Nelson pénètrent par effraction dans l'appartement de la victime du meurtre ;
- des scènes supplémentaires au tribunal de New York où les avocats Nelson & Murdock participe à l'audience de Jackson dans le cadre de l'affaire Lisa Tazio ;
- une scène alternative où Matthew Murdock s'entretient avec le père Everett à l'église de Hell's Kitchen ;
- Karen Page a une plus grande importance au sein de l'histoire ;
- les tensions entre le cabinet Nelson & Murdock et la Fisk Corp sont présentées avec des scènes supplémentaires de Wesley Owen Welch, le bras droit de Wilson Fisk ;
- dialogues supplémentaires entre Matthew Murdock et le journaliste Ben Urich, notamment sur l'enquête du meurtre ;
- Matthew Murdock interroge un officier de police corrompu en démolissant sa voiture ;
- la scène de duel entre Daredevil et Elektra Natchios est plus longue ;
- le combat entre Elektra Natchios et Bullseye est plus long ;
- la confrontation finale entre Wilson Fisk et Daredevil est plus réaliste et violente ;
- l'acquittement de Dante Jackson, innocenté avec preuves du meurtre de Lisa Tazio ;
- le journaliste Ben Urich révèle à Matt Murdock qu'il connait sa véritable identité ;
- un monologue de Matthew Murdock dévoilant le sort de ses ennemis ainsi que les desseins judicaires de l'Homme.

### Produits dérivés
Le film a été adapté sous la forme d'un jeu vidéo sur Game Boy Advance sous le titre Daredevil.

### Projet de suite etspin-off
Le réalisateur Mark Steven Johnson voulait intégrer Mister Fear pour une potentielle suite mais le projet ne s'est pas concrétisé.
Le film a donné lieu à un spin-off, Elektra, réalisé par Rob Bowman, dans lequel Jennifer Garner reprend son rôle. C'est un échec critique et public. La Fox décide de conserver les droits dans l'éventualité d'une suite, mais les désistements d'Affleck et Garner compromettent le projet[réf. nécessaire].
Le 16 août 2012, la Fox annonce que, ne pouvant pas entamer la production d'un film sur Daredevil avant le 10 octobre 2012, la licence retourne à Marvel Studios et Disney.
En juin 2019, il est révélé qu'un crossover entre Daredevil, les X-Men, Deadpool et les Quatre Fantastiques réalisé par Paul Greengrass est en préparation pour 2011. Finalement, le projet sera abandonné et les super-héros seront adaptés séparément, au cinéma ou dans des séries télévisées,.

### Easter Eggsdes comics
- L'ouverture du film voit Daredevil, suspendu à une croix au sommet d'une église, reprenant une couverture de Joe Quesada[44].
- L'appel enregistré « d'Heather » annonçant sa rupture avec Matt Murdock est une référence à Heather Glenn, l'une de ses compagnes dans les comics Marvel[45].
- Une scène supplémentaire de la director's cut impliquant un jeune Matthew Murdock sous la protection d'une sœur n'est pas sans rappeler le personnage iconique de sœur Maggie Murdock, apparue dans le comics Dardevil : Born Again de Frank Miller et David Mazzucchelli[44].
- Les scènes où Matthew Murdock dort dans un caisson d'isolation sensorielle sont un clin d'œil au comics Daredevil numéro 188[44],[46].
- Le milliardaire Nikolas Natchios est assassiné par le tueur à gages Bullseye avec une arme de Daredevil, en miroir au personnage de Karen Page qui meurt dans les mêmes circonstances dans les comics[44].
- Pendant son audience présente dans la director's cut, Dante Jackson affirme avoir eu des différends avec Turk Barrett, un personnage récurrent des Marvel comics[44].
- La mort d'Elektra Natchios renvoie à la scène culte des comics où elle est éliminée de la même manière par Bullseye[44],[45].
- Lors de l'affrontement final, Murdock brise les rotules de Wilson Fisk en référence au comics The Man Without Fear des auteurs Frank Miller et John Romita Jr où il se venge de l'un des meurtriers de son père en lui faisant subir le même sort[44].
- Dans une des scènes de la director's cut, Dante Jackson fait les éloges de Foggy Nelson et lui indique le quartier d'Harlem s'il a un problème à régler, une référence à Luke Cage et aux Héros à Louer.
- L'amulette trouvée par Matt à la fin du film porte l'inscription Elektra en braille.
- Ben Urich (en), dans les comics, a effectivement découvert l'identité secrète de Daredevil sans la révéler.